# Universidade Emanuel de Oradea
A Universidade Emanuel de Oradea (em romeno:  Universitatea Emanuel din Oradea) é uma universidade privada batista localizada em Bucareste, em Romênia. É afiliada da União das Igrejas Cristãs Batistas na Romênia.

## História
A universidade foi fundada em 1990 como Instituto Bíblico Emanuel, pela Igreja Batista Emmanuel de Oradea.  Em 1998, assumiu o nome de Universidade Emanuel.  Foi credenciado pelo governo romeno em 2000. 